# 杨笑阳
杨笑阳（？—），中国舞蹈家，一级编导，现任中国舞蹈家协会副主席，曾担任第七届世界军人运动会开幕式总导演。